# Departamento de Guerra

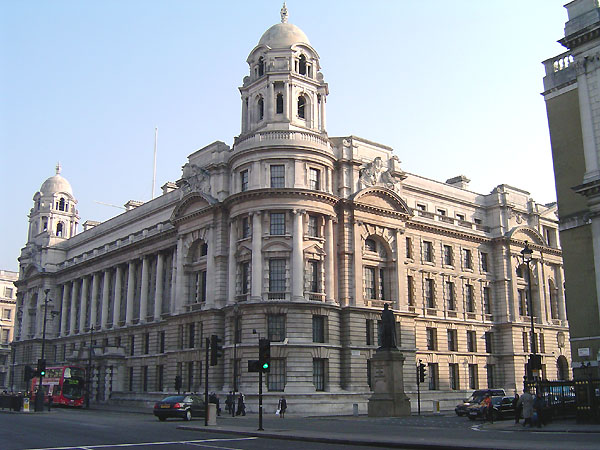
O antigo prédio do Departamento de Guerra fotografado da Whitehall.

O Departamento de Guerra (do inglês War Office) era um antigo departamento do governo britânico, responsável pela administração do Exército Britânico entre o século XVII e o ano de 1963, quando suas funções foram transferidas para o Ministério da Defesa.  Em  2013, foi anunciado que a antiga sede do Ministério seria posta à venda e que, possivelmente, viria a ser convertida em um hotel.